# El Houssaine Ouchla
El Houssaine Ouchla, arab. الحسين أوشلا (ur. 1 grudnia 1970 w Rabacie) – były marokański piłkarz grający na pozycji środkowego obrońcy oraz trener tej dyscypliny.

## Kariera klubowa
Przez większość kariery piłkarskiej Ouchla związany był z klubem FAR Rabat. 1 lipca 2001 roku wyjechał za granicę do belgijskiego RWD Molenbeek. Do FARu Rabat powrócił 21 stycznia 2002 roku. Od 1 lipca 2006 roku do 1 lipca 2008 roku występował w Moghrebie Tétouan, kiedy ponownie powrócił do FARu. 1 lipca 2009 roku przeprowadził się do AS Salé i w tym klubie 1 kwietnia 2011 roku zakończył sportową karierę.

## Kariera reprezentacyjna
Był w kadrze Maroka na Letnie Igrzyska Olimpijskie 2000. W 2006 roku Ouchla nie zadebiutował w reprezentacji Maroka, ale został powołany do niej na Puchar Narodów Afryki 2006.

## Kariera trenerska
Pierwszym klubem, gdzie El Houssaine Ouchla pracował jako trener był FAR Rabat, z którym był związany przez większość swojej kariery. Rozpoczął pracę w 1 lipca 2013 roku, został tam asystentem Jaouada Milaniego. Zakończył pracę w stołecznym klubie 1 września 2013 roku. Kolejnym klubem trenowanym przez byłego piłkarza był Chabab Rif Al Hoceima. 13 września 2013 został asystentem Christiana Zermattena, z którym poprowadził jeden mecz, a 1 października 2013 roku został pierwszym trenerem Chabab Rif Al Hoceima. Zadebiutował 6 października 2013 roku w meczu przeciwko Rają Casablanca, przegranym 0:2. Zakończył pracę w tym klubie 2 stycznia 2014 roku w meczu przeciwko Hassanii Agadir, przegranym 1:0. 1 lipca 2017 roku został trenerem JS de Kasba Tadla.